# Fiskeren
Fiskeren (Nederlands: De visser) is de tweede opera van Hjalmar Borgstrøm. Het libretto kwam van de Noorse componist zelf en speelt zich af aan de Noorse kust. Fiskeren kreeg hetzelfde lot als Borgstrøms eerste opera Thora på Rimol, het belandde op de plank. Pas op 15 maart 2001 kreeg het haar première in Trondheim.  
Voor deze opera gold verder uitstel. Simax Classics zou de opname in 2011 op de markt brengen onder PSC1221, maar de opnamen zijn in 2014 nog niet verschenen.